# Matti Mattsson
Matti Mattsson, född den 5 oktober 1993 i Björneborg, är en finländsk simmare.

## Karriär
Mattsson tog brons på 200 meter bröstsim vid olympiska sommarspelen 2020 i Tokyo. Han blev utsedd till Årets finländska idrottare 2021.
I augusti 2022 vid EM i Rom tog Mattsson silver på 200 meter bröstsim.